# Airheads
Airheads é um filme de comédia estadunidense, lançado em 1994. É estrelado por Brendan Fraser, Steve Buscemi e Adam Sandler que interpretam os membros perdedores de uma banda de heavy metal que decidem forjar um seqüestro numa estação de rádio, a fim de obterem airplay para sua gravação demo.

## Enredo
Chazz (Fraser), Rex (Buscemi) e Pip (Sandler) formam uma banda chamada "Os Cavaleiros Solitários". Suas tentativas de fazer alguma gravadora ouvir sua fita demo são infrutíferas. Após o show de uma outra banda que teve sua música tocada na rádio, então eles decidem ir até a emissora de rádio local (Rádio Rebelde) portando armas de brinquedo. Ao serem confrontados pelo diretor da rádio (Michael McKean), o ameaçam com as armas, porém todos na rádio acreditam que as armas são verdadeiras.
Tomando os funcionários da rádio como reféns, com a ajuda do DJ Ian, o Tubarão (Joe Mantegna) eles tentam tocar sua fita, porém ela é danificada enquanto a polícia cerca o prédio. Chazz tenta entrar em contato com sua namorada Kayla que possui a única cópia da fita.
Durante o "sequestro", os funcionários da rádio descobrem que serão todos despedidos e se voltam contra o diretor, que planejava secretamente alterar o formato da rádio de rock para música romântica. Um executivo de gravadora oferece um contrato e um show ao vivo aos Cavaleiros Solitários, mas eles se rebelam quando descobrem que o show seria dublado e se entregam à polícia.
O filme se encerra com Os Cavaleiros Solitários cumprindo pena na cadeia, com Ian como seu agente, o disco que lançaram enquanto estavam na prisão conseguiu um triplo disco de platina e uma turnê seria realizada assim que ganhassem liberdade.

## Elenco
- Brendan Fraser - Chazz
- Steve Buscemi - Rex
- Adam Sandler - Pip
- Joe Mantegna - Ian, o Tubarão
- Michael McKean - Milo
- Amy Locane - Kayla
- Nina Siemaszko - Suzzi
- Chris Farley - Oficial Wilson
- Ernie Hudson - Sargento O'Malley
- Reg E. Cathey - Marcus
- Judd Nelson - Jimmie Wing
- David Arquette - Carter
- Michael Richards - Doug Beech
- Marshall Bell - Carl Mace
- Kurt Loder - Ele mesmo

### Aparições especiais
- O grupo White Zombie aparece tocando a música Feed the Gods.
- Lemmy Kilmister, vocalista do Motörhead aparece como o roqueiro que admite ter sido editor do jornal da escola quando jovem.
- Mike Judge aparece fazendo as vozes dos personagens Beavis e Butt-Head, quando eles ligam para a rádio.

## Trilha sonora
1. Born to Raise Hell - Motörhead com Ice-T e Whitfield Crane – 4:57
2. I'm The One - 4 Non Blondes – 3:58
3. Feed the Gods - White Zombie – 4:05
4. No Way Out - D Generation – 4:26
5. Bastardizing Jellikit - Primus – 4:11
6. London - Anthrax – 2:54
7. Can't Give In - Candlebox – 3:15
8. Curious George Blues - Dig – 4:03
9. Inheritance - Prong – 2:11
10. Degenerated - Lone Rangers – 3:53 *
11. I'll Talk My Way Out Of It - Stuttering John – 3:40
12. Fuel - Stick – 4:57
13. We Want the Airwaves - Ramones – 3:21